# Pic Charleston
Pour les articles homonymes, voir Charleston.
Le pic Charleston, ou Charleston Peak en anglais, parfois appelé mont Charleston, est le sommet le plus haut de la chaîne Spring, dans le Nevada, aux États-Unis : il culmine à 3 632 mètres d'altitude. Il se trouve à l'ouest de Las Vegas ; son sommet est enneigé pendant la moitié de l'année. La région est protégée par trois réserves naturelles :
- Forêt nationale de Humboldt-Toiyabe ;
- Mount Charleston Wilderness Area ;
- Spring Mountains National Recreation Area.

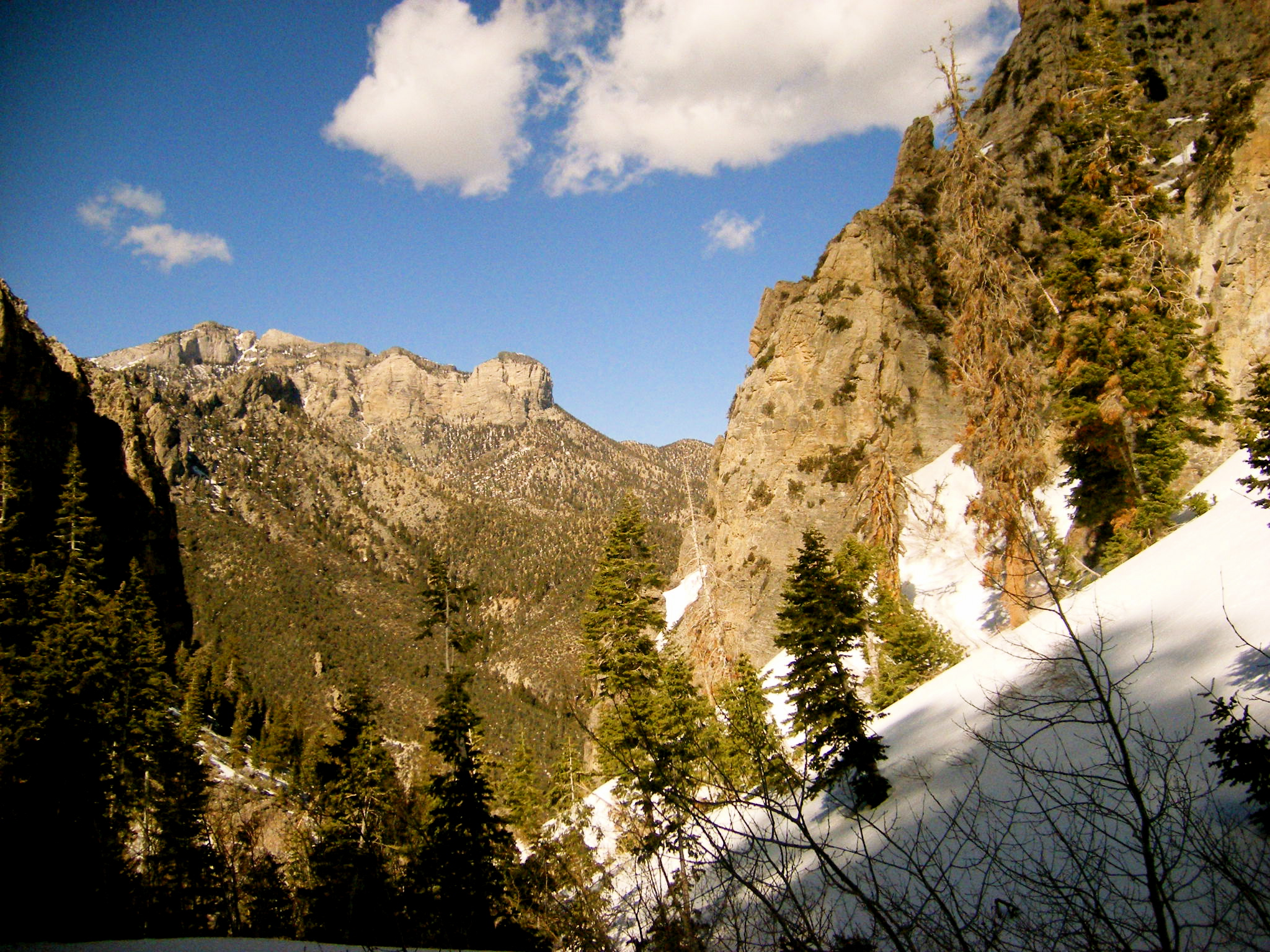
Pic Charleston.